# Oxbridge

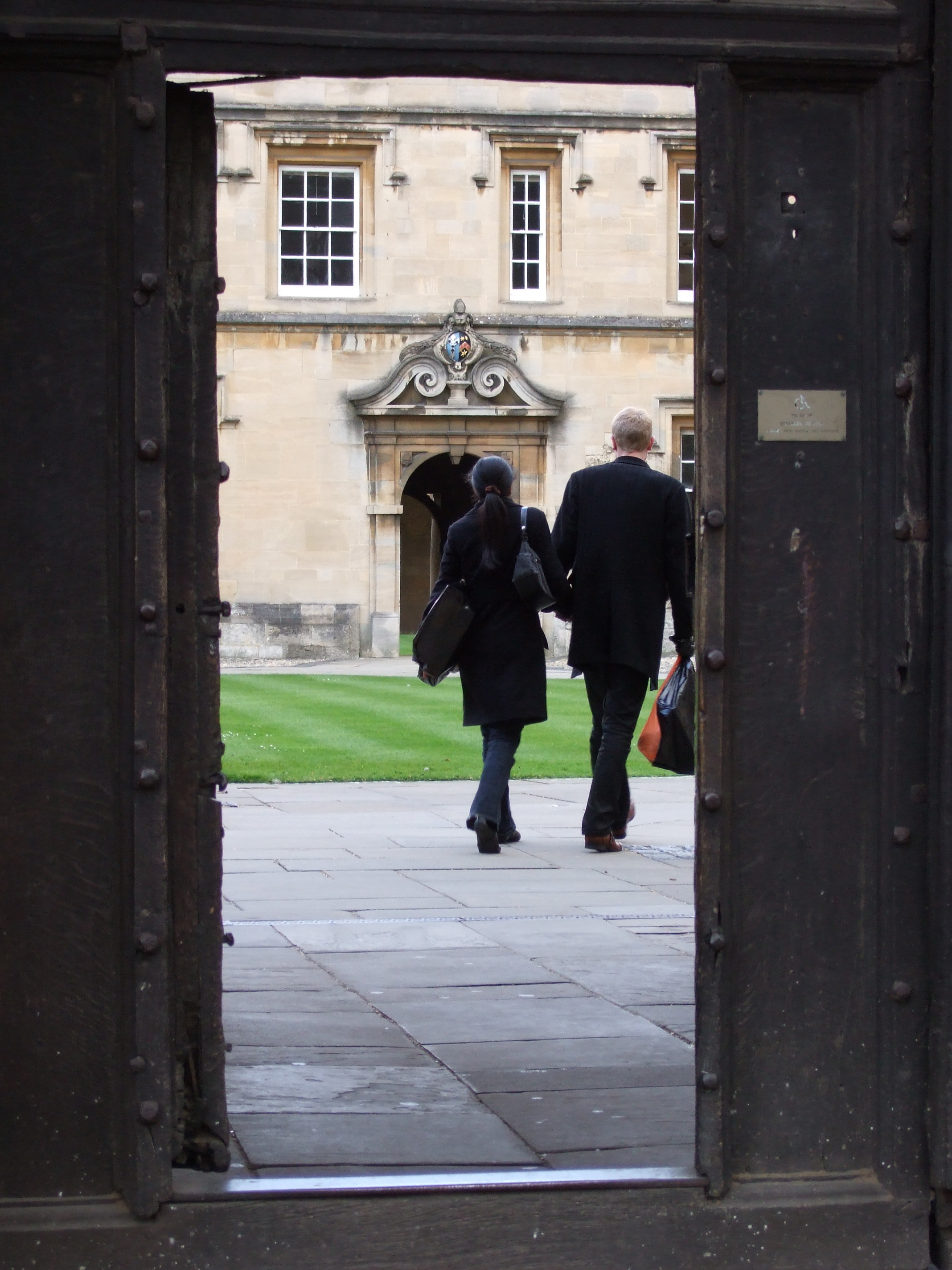
Een Oxbridge-college gezien van buitenaf

Oxbridge is een samengestelde term voor de Universiteit van Oxford en de Universiteit van Cambridge in Engeland. De term verwijst naar de vermeende superioriteit van hun intellectuele en sociale status. Oxbridge kan gebruikt worden als zelfstandig naamwoord, of als bijvoeglijk naamwoord in samenstellingen als "Oxbridge students", "Oxbridge manners".

## Betekenis
Oxbridge duidt, naast de collectieve betekenis, ook op bepaalde eigenschappen die de twee onderwijsinstellingen gemeen hebben:
- Ze behoren tot de hoogst gerangschikte onderwijsinstellingen in het Verenigd Koninkrijk.[2][3][4] Om die reden worden ze bij voorkeur gekozen door ambitieuze leerlingen, ouders en scholen. De toelating van middelbare scholieren is een competitieve aangelegenheid, en sommige middelbare scholen promoten zichzelf met het aantal Oxbridge-studenten dat ze hebben afgeleverd. Afgestudeerden aan Oxbridge vormen meer dan een zesde van alle Engelse voltijdse doctoraten.[5]
- Beide universiteiten werden rond 1200 opgericht. Het zijn samen de twee oudste universiteiten in Engeland die nog in functie zijn.[6][7] Tot aan de 19e eeuw waren Cambridge en Oxford de enige universiteiten in Engeland. Ze hebben beide een groot aantal vooraanstaande Britse wetenschappers, schrijvers, politici en andere prominenten onderwezen.[8][9]
- Door hun ouderdom liggen ze ook aan de basis van andere instituties en faciliteiten, zoals uitgeverijen met een eigen drukkerij (Oxford University Press en Cambridge University Press), botanische tuinen (University of Oxford Botanic Garden en Cambridge University Botanic Garden), musea (het Ashmolean en het Fitzwilliam), nationale bibliotheken (het Bodleian en de Cambridge University Library), en debatverenigingen (de Oxford Union en de Cambridge Union).
- De rivaliteit tussen Oxford en Cambridge heeft een lange geschiedenis die teruggaat tot een periode tussen 1209 en 1226, toen Cambridge in het noordoosten van Oxford opgericht werd door geschoolde mensen, die geruzie met ongeletterd volk in Oxford waren ontvlucht. Koning Hendrik III gaf ze al in 1231 wettelijke bescherming.[10] Dit wordt gevierd met interuniversitaire wedstrijden zoals The Boat Race, de jaarlijkse roeiwedstrijden tussen Oxford en Cambridge op de Theems.
- Beide hebben een vergelijkbare collegestructuur, waarbij de universiteit optreedt als coöperator van de samenstellende colleges die verantwoordelijk zijn voor de tutorials (lesgeefmethode voor niet-gegradueerden) en pastoraal werk. In de 19e eeuw ontstonden er ook women's colleges (zoals Girton College en Newnham College in Cambridge en Somerville College en Lady Margaret Hall in Oxford), die de toelating van vrouwen tot universitaire studies, die tot dan toe aan mannen voorbehouden waren, aanzienlijk vergemakkelijkten. Tegenwoordig heeft alleen Cambridge nog drie colleges uitsluitend voor vrouwelijke studenten, waaronder Newnham. Het meest recent opgerichte college is Green Templeton College in Oxford.
- Beide universiteiten beschikken over gebouwen met een zekere architecturale waarde, en zijn gelegen op vlak terrein nabij rivieren. Fietsen en roeien zijn hier daardoor populaire sportactiviteiten.
- Oxford en Cambridge hebben een gelijkaardige methode voor de toelating van kandidaat-studenten. Tot aan het midden van de jaren tachtig moest men een speciaal ingangsexamen afleggen.[11] Aanvragen voor een studie moeten ongeveer een jaar van tevoren gemaakt worden.[12][13] Kandidaat-studenten kunnen zich jaarlijks of voor Oxford of voor Cambridge inschrijven, en niet voor beide tegelijk.[14] Omdat van de kandidaten hoge studieresultaten worden verwacht (op A-niveau), worden de kandidaten geïnterviewd om na te gaan of hun interesses en bekwaamheden voldoen aan de gestelde eisen van de gekozen studierichting.[15] Ook motivatie, kritisch denken, academisch potentieel van de kandidaat, en het vermogen om te leren met het systeem van tutorials, komen in het aanmeldingsgesprek aan de orde.[16] Als het interview succesvol is, krijgen de kandidaten een offer, wat betekent dat zij nog bepaalde cijfers moeten halen om daadwerkelijk hun plaats te bemachtigen.

Het woord Oxbridge heeft een pejoratieve bijbetekenis: die van een sociale klasse die rond 1900 de toelating tot beide universiteiten beheerde. Voor deze hooggeschoolde elite, die "het Britse politieke en culturele establishment domineerde" "was het Britse hoger onderwijs synoniem aan Oxbridge". Vanuit deze sociale druk ontstond een "druk-koker"-cultuur, waar iedere student bij wilde horen. Overijverige presteerders "die kwetsbaar waren voor een soort zelf veroorzaakte stress die al te vaak ondraaglijk werd" werden daarbij onvoldoende ondersteund, maar ook sterk presterende studenten, afkomstig van staatsscholen, hadden moeite met "het vinden van een evenwicht tussen studielast en leven" en "konden zich sociaal niet voldoende ontplooien".

## Oorsprong
Hoewel beide universiteiten rond 1200 werden opgericht, is de term Oxbridge relatief jong. In de roman van William Thackeray Pendennis (1849) studeert het hoofdpersonage aan het Boniface College van de fictieve Oxbridge-universiteit. Volgens de Oxford English Dictionary is dit de eerste vermelding van het woord. De auteur Virginia Woolf gebruikte het in haar essay A Room of One's Own (1929) terwijl ze Thackeray citeerde. Tegen 1957 werd de term gebruikt in de Times Educational Supplement en in Universities Quarterly tegen 1958.
Wanneer de namen van beide universiteiten volledig vermeld worden, gebeurt dat met "Oxford en Cambridge", in de volgorde wanneer ze zijn opgericht. De Cambridge and Oxford Society van Japan is hierop de uitzondering omwille van het feit dat de Cambridge Club ginds eerst opgericht werd en tevens meer leden had dan de Oxford Club op met moment dat ze samensmolten in 1905.

## Galerij

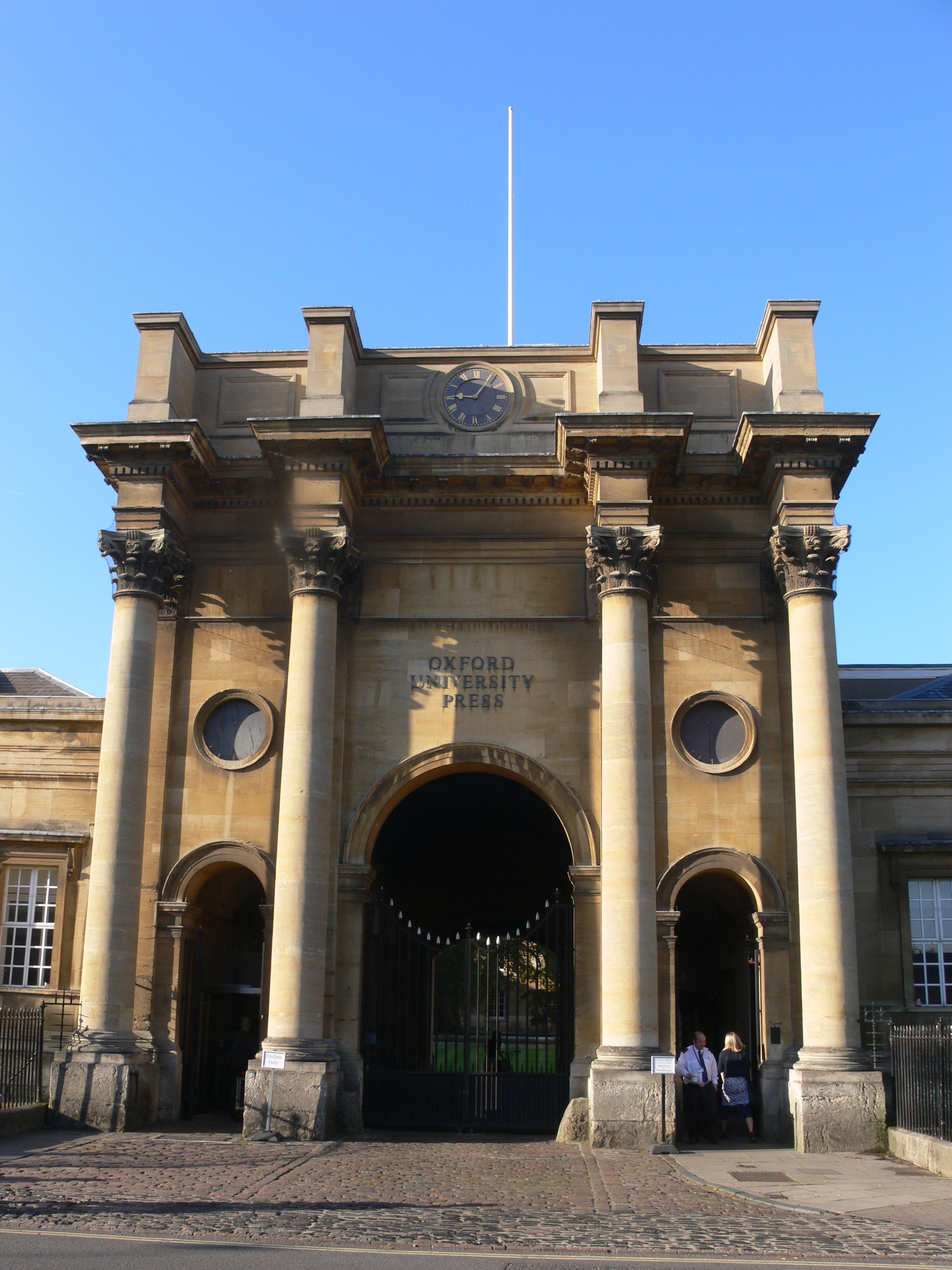
Oxford University Press, Oxford
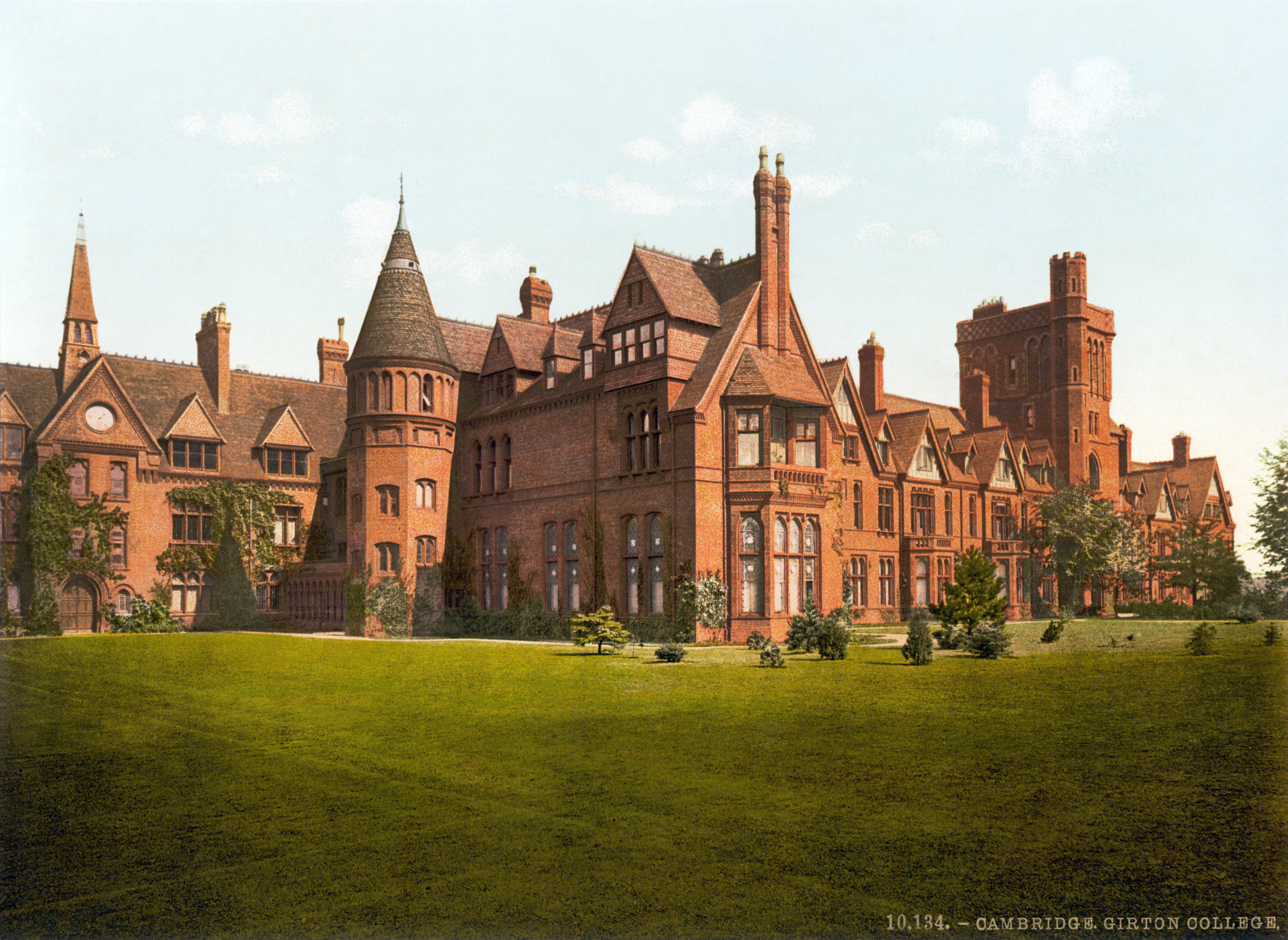
Girton College, Cambridge
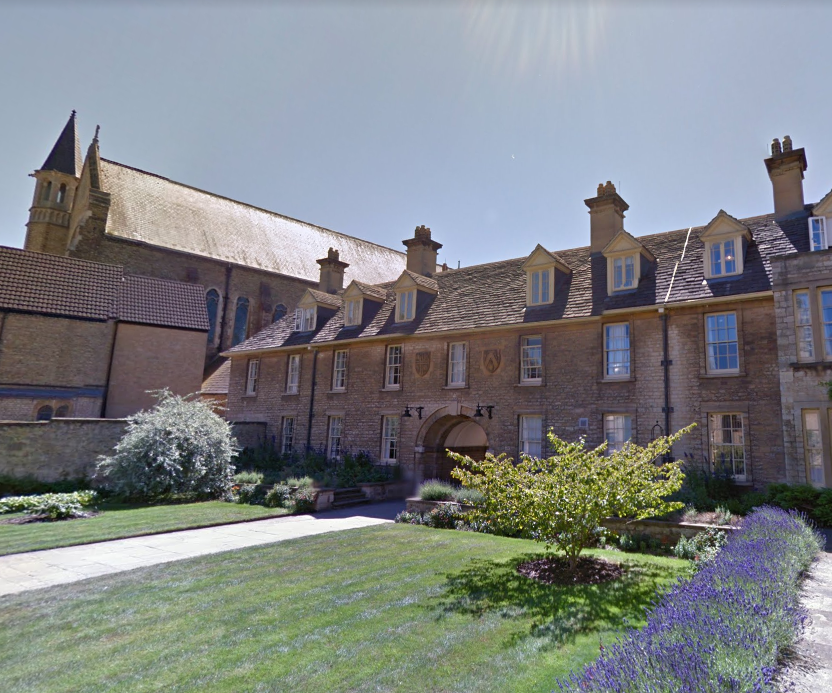
Somerville College, Oxford
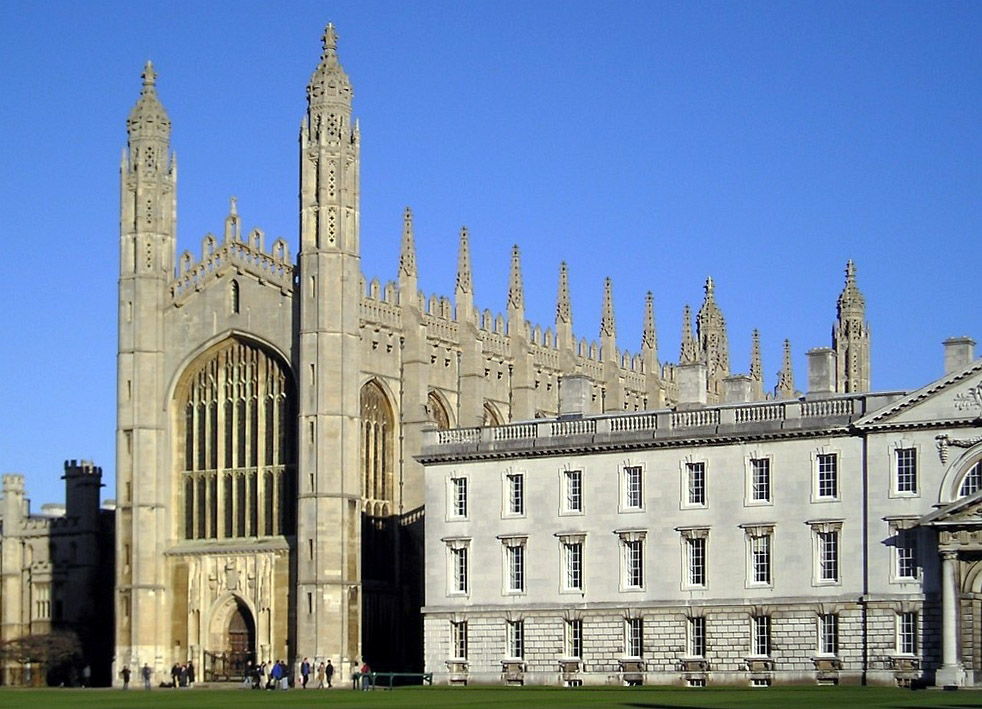
King's College Chapel, Cambridge
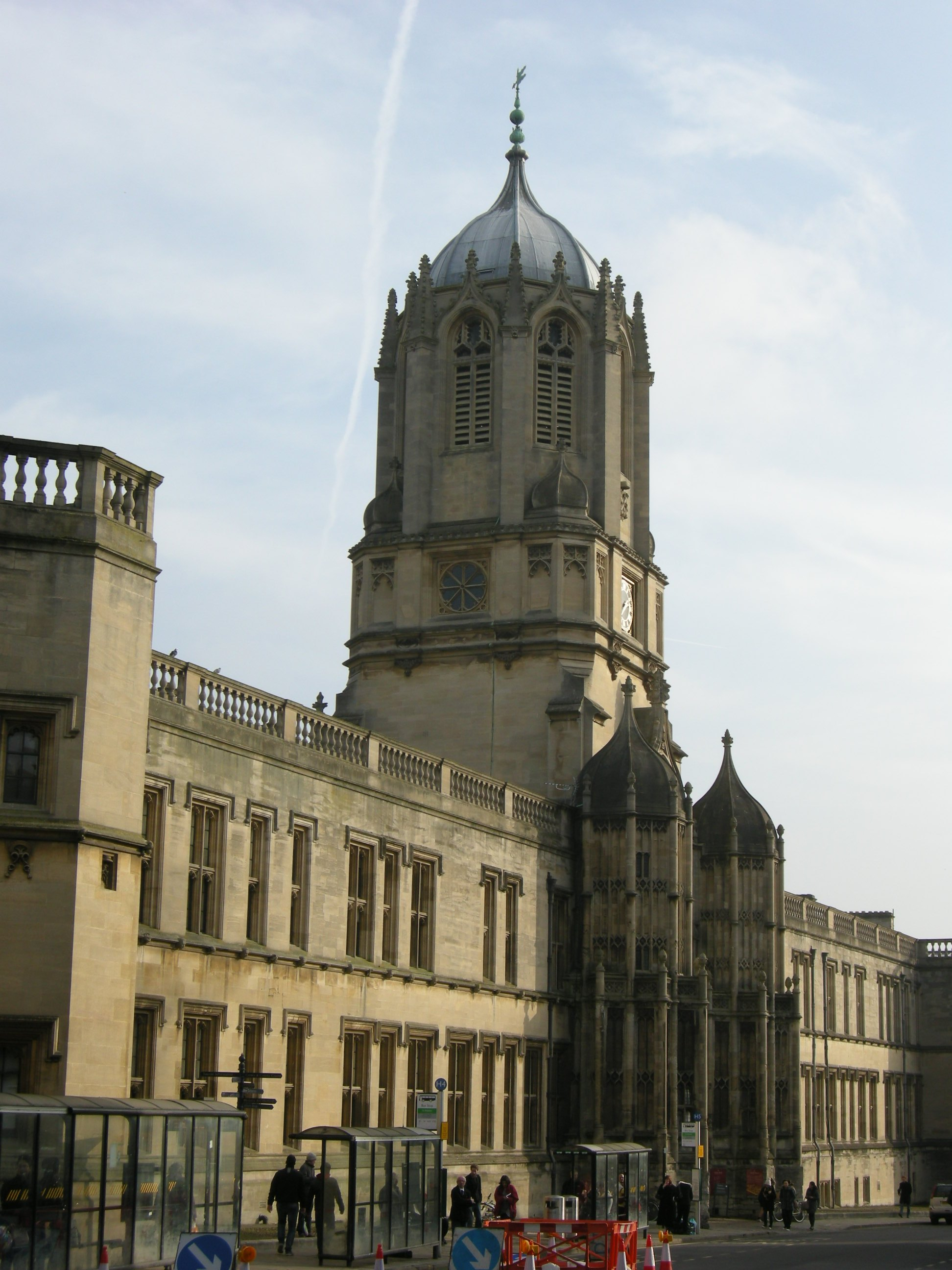
Christ Church, Oxford
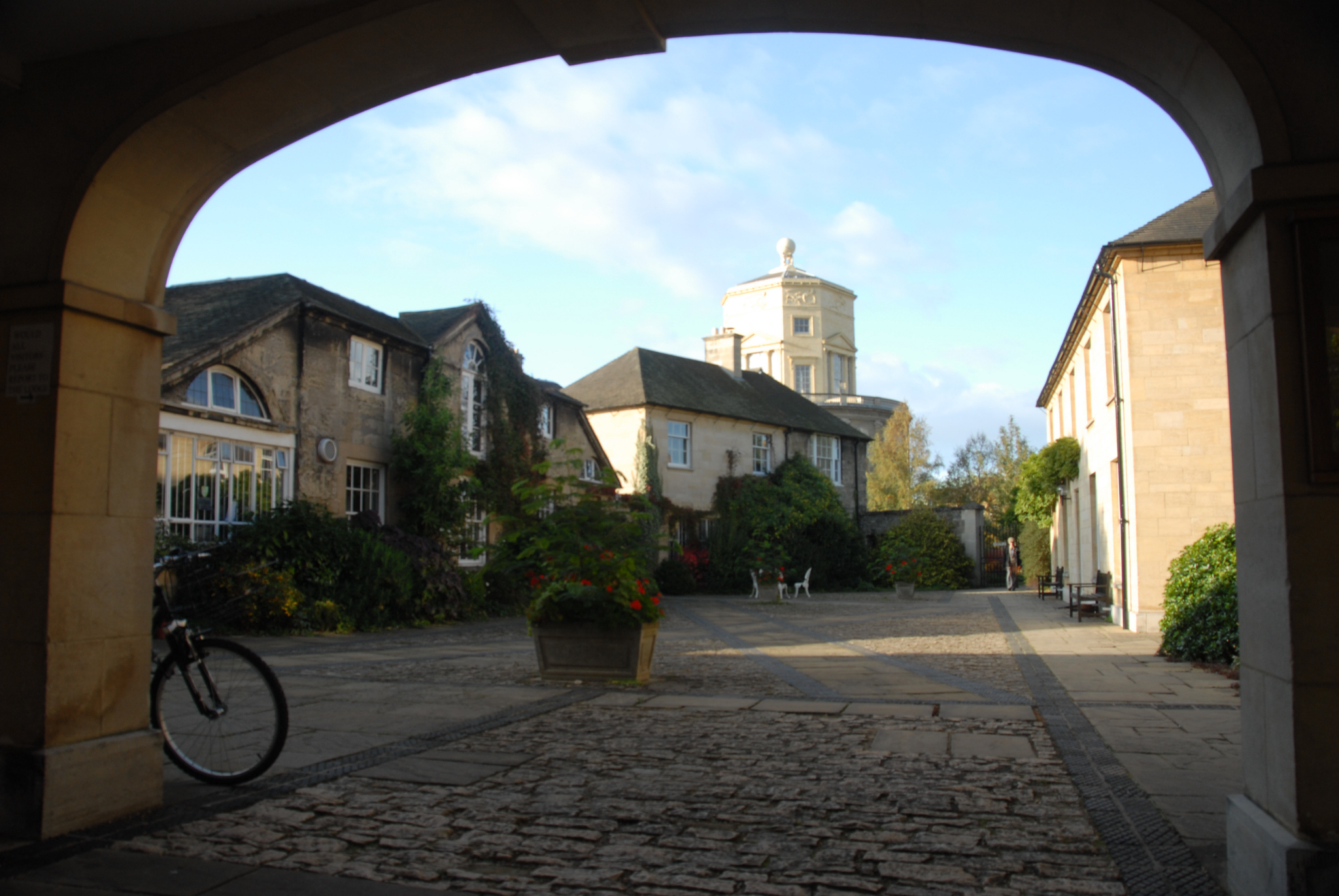
Green Templeton College, Oxford
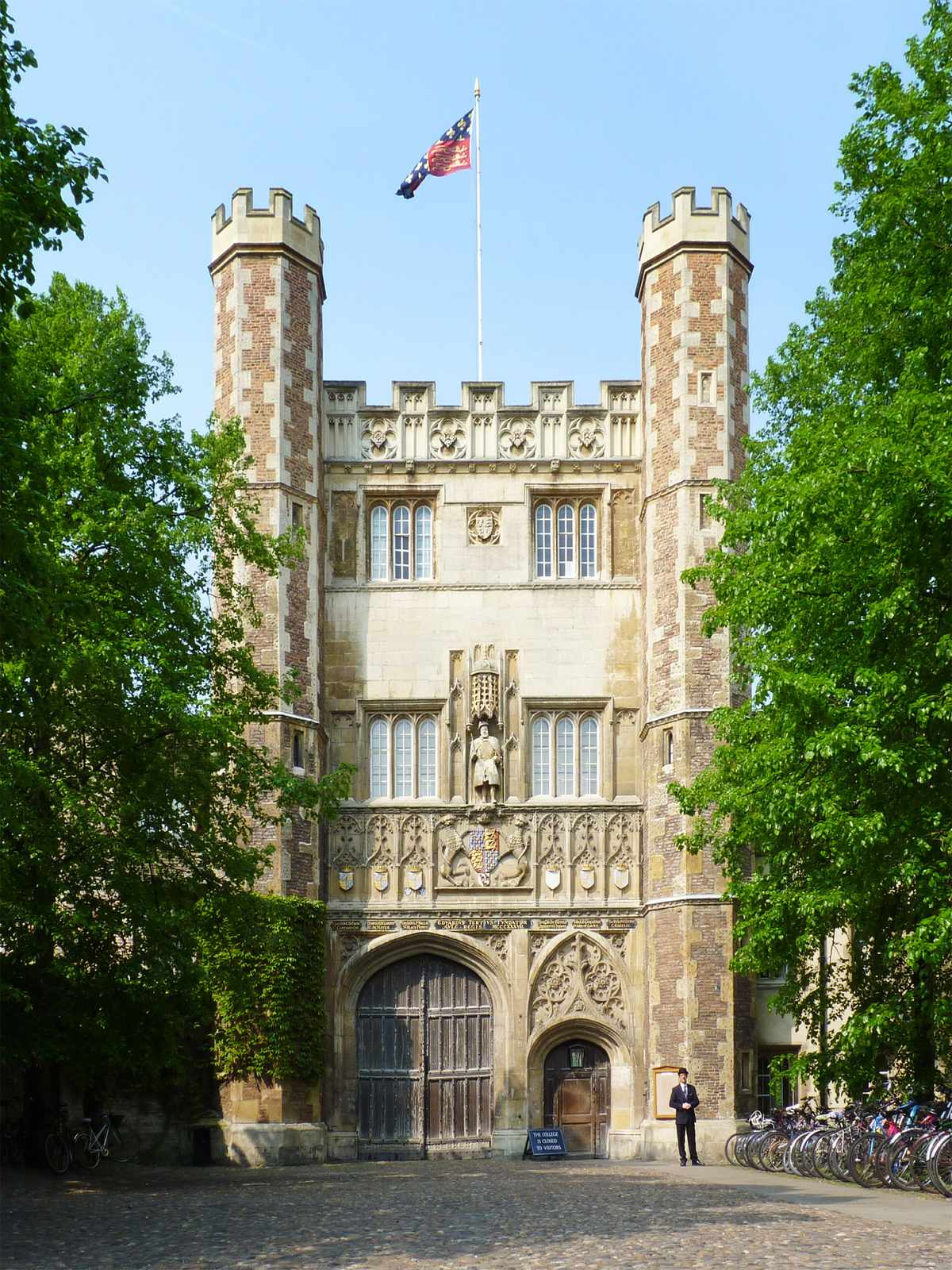
Trinity College, Cambridge
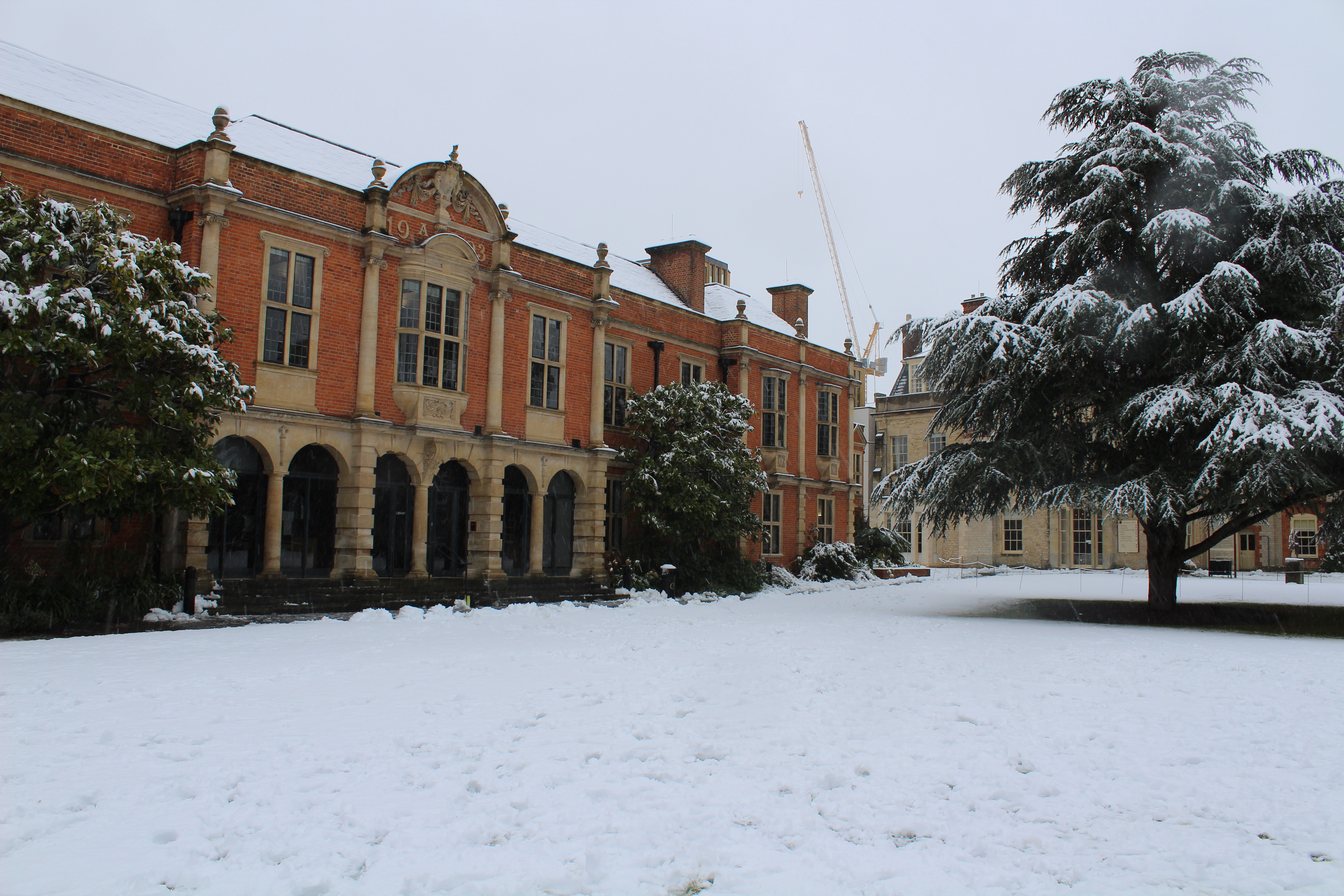
Somerville College Library, Oxford
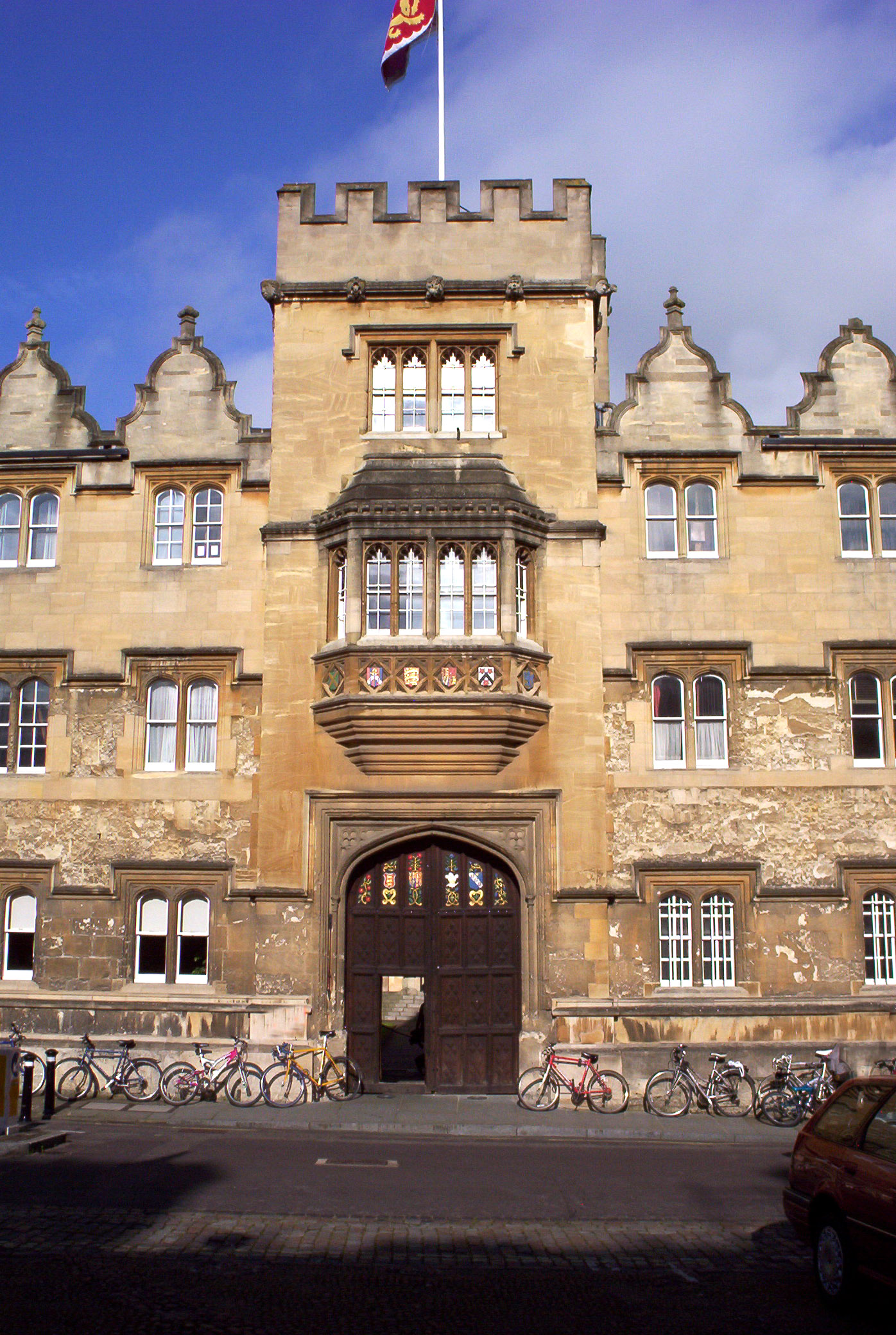
Oriel College, Oxford
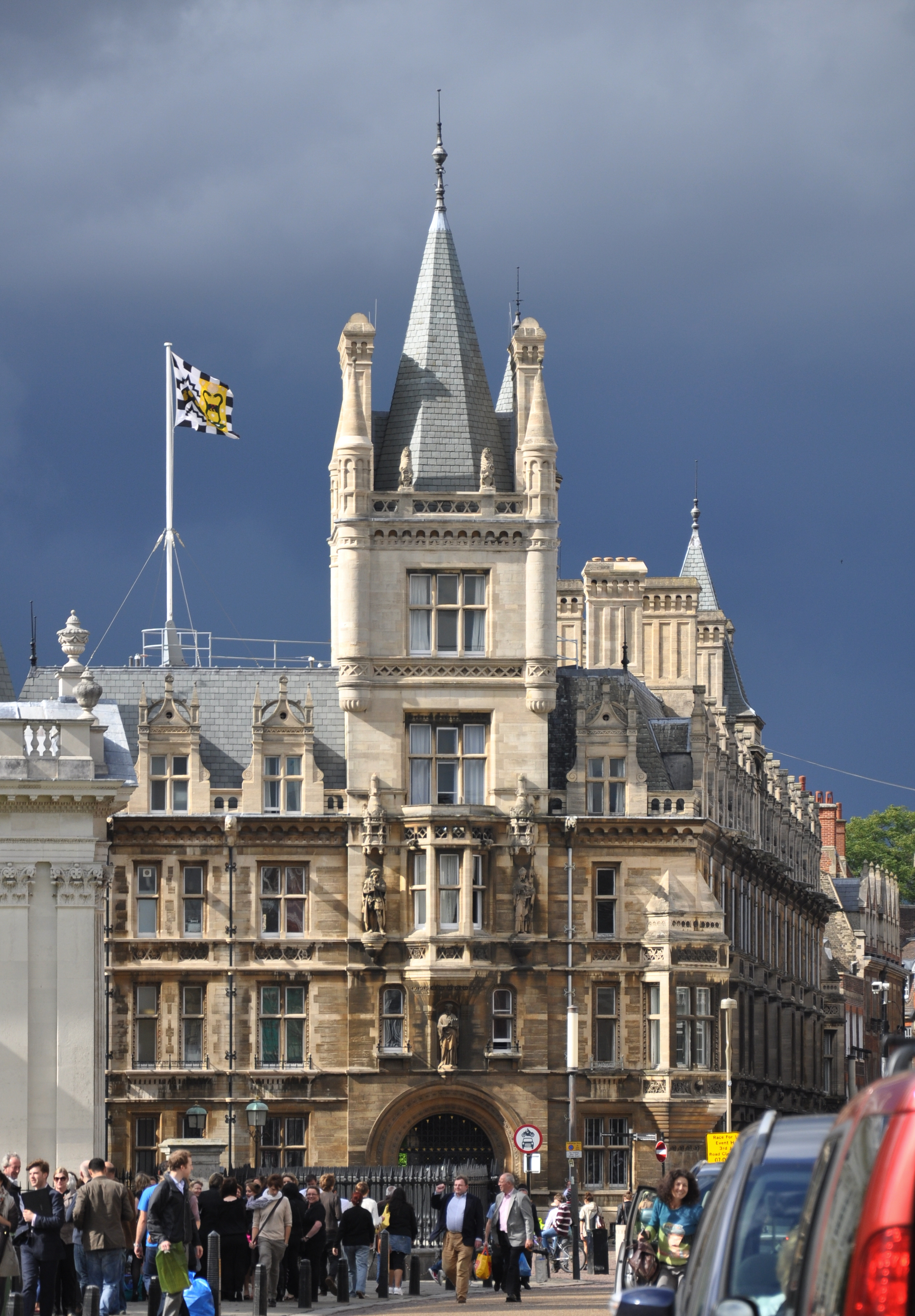
Gonville and Caius College, Cambridge
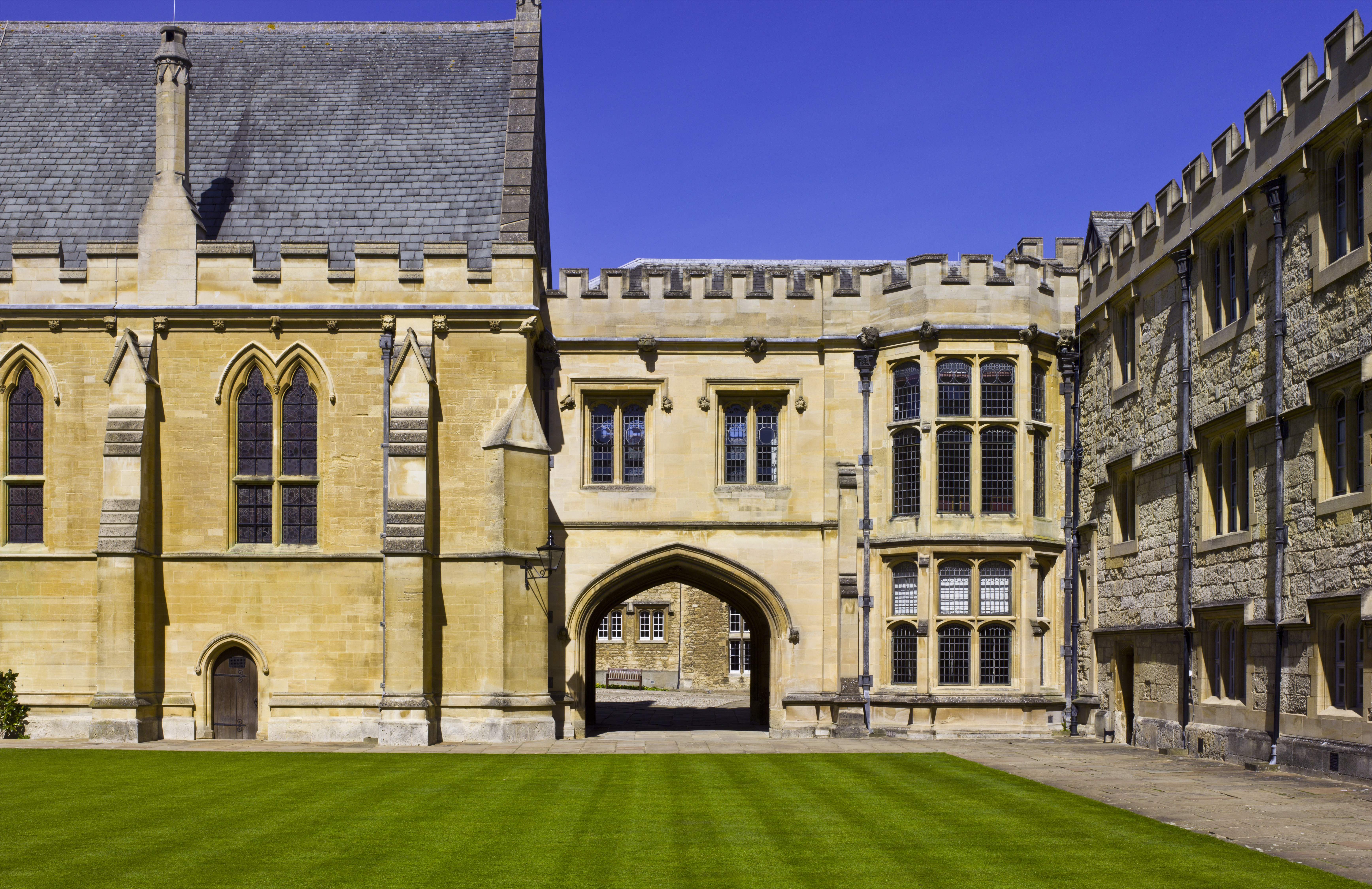
Merton College, Oxford
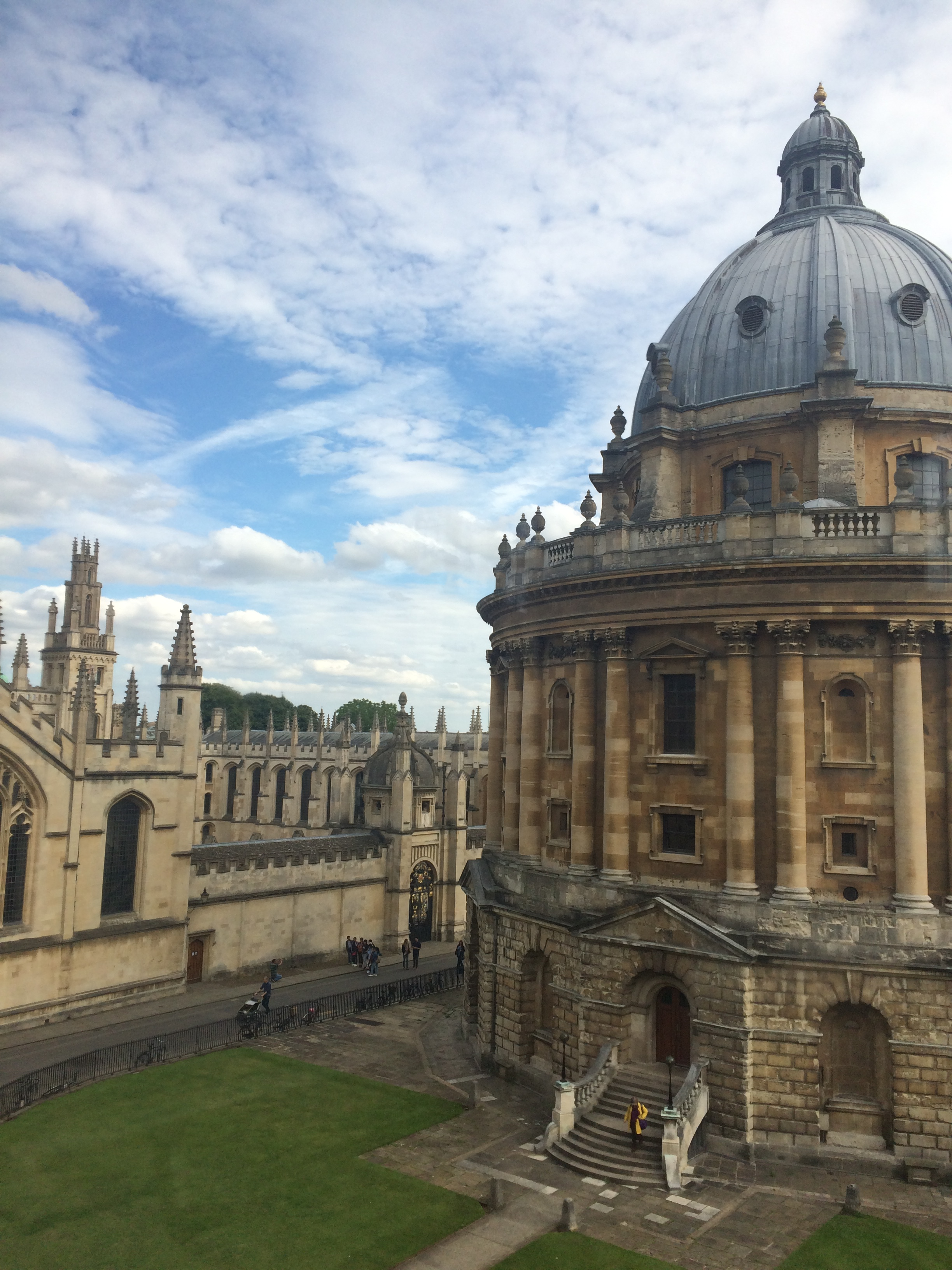
Bodleian Library, Oxford